# Вирбий
Вирбий (лат. Virbius) — герой римской мифологии. Спутник Дианы, возлюбленный или слуга. Его культ существовал вместе с культом Дианы в священной роще на озере Неми около города
Ариция в Италии. Вирбий мог быть эквивалентом греческого Ипполита, сына афинского царя Тесея и царицы амазонок. Ипполит был страстным охотником из окружения богини Артемиды, греческого прототипа римской Дианы. Ипполит известен как принципиальный противник сексуальных отношений, чем и объясняется его близость с девственной богиней Артемидой. Когда он отверг любовные домогательства своей мачехи Федры, она оклеветала его и он был проклят отцом. Тесей призвал в проклятии своего отца Посейдона, который кроме владения морями, имел отношение к коням. Посейдон наслал на коней Ипполита безумие и они растоптали хозяина. Этот сюжет послужил основой для трагедии Еврипида «Ипполит». Могилу Ипполита показывали и в Афинах и в Трезене. Однако по данному варианту мифа, который литературно был впервые изложен Вергилием, Ипполит был воскрешен сыном Аполлона гениальным врачом Асклепием, который позднее был произведен в боги. Нарушение мирового порядка (воскрешение) вызвало гнев со стороны Зевса. Ипполит, не желая простить отца, переселился в Италию, где Диана скрыла его от гнева Зевса в священной роще под именем Вирбия.

Шел сражаться и ты, Ипполита отпрыск прекрасный,

        Вирбий. Ариция в бой тебя послала родная,

        В ней ты вырос, где шумит Эгерии роща, где влажен

        Берег, где тучный алтарь благосклонной Дианы дымится.

 Ибо преданье гласит: когда Ипполита сгубили

        Мачехи козни и месть отца, когда растерзали

        Тело его скакуны, в исступленном летевшие страхе,–

        Вновь под небесный свод и к святилам эфира вернулся

        Он, воскрешен Пеана травой и любовью Дианы.

 Но всемогущий Отец, негодуя на то, что вернулся

        Смертный из царства теней к сиянью сладкому жизни,

        Молнию бросил в того, кто лекарство создал искусно,

        Феборожденного сам к волнам стигийским низринул.

        А Ипполит между тем унесен благодатной Дианой

 В рощи Эгерии был и сокрыт в приюте надежном.

        Имя себе изменив и назвавшись Вирбием, здесь он

        Век в безвестности свой средь лесов провел италийских.

        Вот почему и теперь в заповедную Тривии рощу

        К храму доступа нет крепконогим коням, что на скалы

 Юношу сбросили, мчась от морского зверя в испуге.

        С пылом отцовским и сын скакунов гонял по равнинам.

        Он и сейчас на битву летел, колесницею правя.

Он стал царём Ариции и построил храм Дианы которая почиталась там с эпитетом «Тривия».
По мнению английского фольклориста Дж. Фрейзера, Вирбий — дух дуба, сочетавшийся браком с нимфой дуба Дианой, подвергавшийся ритуальному убиению и воскресавший обновленным.
Аполлодор передает миф о воскресении Ипполита Асклепием со ссылкой на поэму «Навпактика», которая до нас не дошла.
Вместе с тем существовала и альтернативная версия возникновения культа Дианы около озера Неми в
Италии, по которой его основателем был переселившийся сюда Орест, сын Агамемнона.